# Hendrik van Rees
Hendrik van Rees of Henricus II van Rees (? - Aduard, 1 december 1485) was abt van de cisterciënzer abdij van Aduard van 1449 tot 1485.

## Levensloop
Tijdens zijn ambtsperiode werden veel verbeteringen aangebracht aan de kloostergebouwen en het zijlvest, zoals afwatering (het Aduarderdiep en de Lindt), het onderhoud van de dijken en de sluizen (met name de Aduarderzijl).
Onder abt Hendrik van Rees bereikte de Aduarder Kring, een wetenschappelijke kring die zich voornamelijk bezighield met vraagstukken betreffende onderwijs en opvoeding, zijn hoogtepunt. Er werd een plan uitgewerkt om de abdijscholen opnieuw tot bloei te brengen. De bibliotheek van de abdij was bekend voor zijn vele naslagwerken. Belangrijke gasten van de kring waren Wessel Gansfort, Rudolf Agricola en Alexander Hegius. In 1480 bracht hoofdabt van de cisterciënzers Johannes van Cirey een bezoek aan de abdij.
Hendrik van Rees was bekend voor zijn mildheid en matigheid, hij was een goed redenaar en uitstekend zanger en droeg de grootste zorg voor het zielenheil van zijn monniken. Hij stierf op 1 december 1485.